# Benedetto Pagni
Pour les articles homonymes, voir Pagni.
Benedetto Pagni   ou Benedetto Pagni da Pescia, né à Pescia, actif de 1524 jusqu'à sa mort en 1578 est  un peintre italien maniériste de l'école de Mantoue actif au XVIe siècle principalement à Mantoue et Pescia.

## Biographie
Benedetto Pagni a commencé son apprentissage à Rome. Il suivit Giulio Romano de Rome à Mantoue. Élève de Giulio Romano, il a assisté ce dernier en compagnie de Rinaldo Mantovano lors de la décoration du Palais du Te.

## Œuvres
- Martyre de saint Laurent, église de Sant'Andrea, Mantoue.
- Noces de Cana, cathédrale de Pescia.
- Portrait d'un jeune homme, (huile sur bois de 117,5 × 78,1 cm)

## Sources
- (en) Cet article est partiellement ou en totalité issu de l’article de Wikipédia en anglais intitulé « Benedetto Pagni » (voir la liste des auteurs).